# Communauté de communes Arc-en-Sèvre
La communauté de communes Arc-en-Sèvre est une ancienne communauté de communes française, située dans le département des Deux-Sèvres, en région Poitou-Charentes.

## Histoire
La communauté de communes Arc-en-Sèvre est créée le 1er janvier 1994 sous le nom de communauté de communes La Crèche / Saint-Maixent-L'École. Elle est alors composée des deux seules communes de La Crèche et de Saint-Maixent-l'École.
Progressivement, sept autres communes l'ont rejointe : Augé, Exireuil, François, Nanteuil, Romans, Saint-Martin-de-Saint-Maixent et Saivres.
Elle a été dissoute le 31 décembre 2013. Conformément au schéma départemental de coopération intercommunale (SDCI) des Deux-Sèvres approuvé en date du 3 décembre 2012, la communauté de communes Arc-en-Sèvre a en effet fusionné avec la communauté de communes du Val de Sèvre ainsi que les communes d'Avon et de Salles au 1er janvier 2014, formant la communauté de communes du Haut Val de Sèvre
Cet ensemble de neuf communes représentait une population municipale de 20 941 habitants (selon le recensement de 2011), sur un territoire de 159,42 km2.

## Composition
La communauté de communes Arc-en-Sèvre était composée des neuf communes suivantes :
| Nom                           | Code Insee | Gentilé          | Superficie (km2) | Population (dernière pop. légale) | Densité (hab./km2) |
| ----------------------------- | ---------- | ---------------- | ---------------- | --------------------------------- | ------------------ |
| Saint-Maixent-l'École (siège) | 79270      | Saint-Maixentais | 5,22             | 6 537 (2014)                      | 1 252              |
| Augé                          | 79020      | Augéens          | 23,33            | 944 (2014)                        | 40                 |
| La Crèche                     | 79048      | Créchois         | 34,50            | 5 471 (2014)                      | 159                |
| Exireuil                      | 79114      | Exirois          | 21,06            | 1 585 (2014)                      | 75                 |
| François                      | 79128      | Franciens        | 9,39             | 969 (2014)                        | 103                |
| Nanteuil                      | 79189      | Nanteuillais     | 20,62            | 1 683 (2014)                      | 82                 |
| Romans                        | 79231      | Romanais         | 11,42            | 717 (2014)                        | 63                 |
| Saint-Martin-de-Saint-Maixent | 79276      | Saint-Martinois  | 12,64            | 1 102 (2014)                      | 87                 |
| Saivres                       | 79302      | Saputiens        | 21,24            | 1 429 (2014)                      | 67                 |